# Nicolae Gabrielescu
Nicolae Gabrielescu (n. 21 august 1854, Râmnicu Sărat – d. 1926) a fost un arhitect român.
A realizat planurile Colegiului Național din Iași, ale Institutului Botanic din cadrul Grădinii Botanice din București și ale Bisericii "Cuvioasa Paraschiva" din Râmnicu Sărat. 
A participat la restaurarea Mănăstirii Curtea de Argeș, a Bisericii "Sfântul Nicolae Domnesc" din Iași și a Mănăstirii "Sfinții Trei Ierarhi" din Iași. 
A fost membru al Comisiei Monumentelor Istorice și al Societății Junimea.